# 鈴木早智子
鈴木 早智子（すずき さちこ，1969年2月22日 - ）是日本的歌手、電視藝人、女演員。也是1988年至1996年活躍的雙人偶像組合Wink的成員。別名東 智子、Miyoko.A。暱稱是さっちん（sacchin）。出生於日本東京都。

## 概述
1987年被選為《 UP TO BOY 》杂志舉辦的“Miss.UP Contest”第7代Miss.UP，并于1988年与第九代Miss.UP相田翔子组成偶像組合Wink。 
1989年，Wink憑藉單曲《 愛が止まらない 〜Turn It Into Love〜 》及《 寂寞的熱帶魚》大火，躋身頂尖偶像的行列。 在1996年組合停止活動後，二人曾於1998年， 1999年， 2008年及2018年，以音樂節目紀念演出等形式短暫合體恢復活動。
1996年Wink活動停止後，主要以電視藝人及演員的身份活躍於演藝界。
1998年發行了單曲《 INNOCENT SKY〜悲しみも届かないあの空の向こうへ〜》 ，之後又在2003年發行了專輯《零〜re-generation〜》。
2009年開始，發行成人影片及與舞台劇男演員傳出婚外情的報導，一度使她成為爭議藝人。
曾於2010年、2011年至2012年，及2013年至2015年暫時停止演藝活動。

## 經歷

### 幼年至Wink結成前（1969年 - 1988年）
鈴木出生於1969年2月22日 。父親供職於廣告行業，母親則是家庭主婦。在一些書籍及電視節目中，有過出生於名古屋市的記錄，但根據鈴木自傳中所述，出生於東京都目黑區。幼稚園高年級時移居至崎玉縣草加市 ，在1989年Wink以《愛が止まらない》一曲走紅之後，遷居東京並開始獨居生活。  
家中還有一個小她四歲的弟弟，及一個小她八歲的妹妹  。自小學二年級開始，便以成為歌手為志向。
中學時期曾參加並通過了動畫歌曲的試音，但最終未能成行  。
1984年升入高中不久後因歌手志願而休學，同年曾短暫與東京的一間演藝事務所簽約   。
1985年高中退學，一邊從事著喫茶店 與建設公司的兼職，一邊在笠井幹男設立的藝能學校中接受聲樂訓練   。
1986年，在廣告曲選拔《第1回   ロッテ CMアイドルはキミだ!》中作為決賽候選人出場  。最終由立花理佐（舊名橘理佐）奪得優勝   。
同年11月2日，在青年雜誌《UP TO BOY》於成城大學學園祭中舉辦的《ミス UP FESTIVAL in SEIJO UNIV.》中，以東  智子的名字出場，被選為第7代Miss.UP 。
1987年，以本名鈴木早智子的名字首次出現在同年1月23日發行的三月號《 UP TO BOY》中，並在3月23日發行的5月號登上封面。隨後，Upright Music的社長森裕平將早智子簽入了剛剛成立的事務所中 。然而，早智子最初在事務所中的主要工作是諸如整理電話號碼及日程安排管理之类的雜項工作 ，除了在1988年1月以龍套角色出現在一部電視劇中，並沒有其他的演藝活動 。

### Wink時期（1988年 - 1996年）
（※ 本小節主要列出鈴木早智子組合時期的個人事項，Wink團體的相關事項請參閱日文條目Wink （页面存档备份，存于））
1988年，與第成為9代Miss.UP相田翔子結成Wink， 於4月27日發行了出道單曲《Sugar Baby Love》。 翌年憑藉《無法停止的愛（愛が止まらない〜Turn it into love〜）》及《寂寞的熱帶魚》的爆紅 ，於同年12月31日獲得了第31屆日本唱片大賞，並在第40屆NHK紅白歌合戰中出場 。
1990年，參演了於同年12月22日上映的的電影《きんぴら》。
自1991年11月25日Wink發行的第8張錄音室專輯《Sapphire》 起，以筆名Miyoko.A及鈴木早智子的名義一共為Wink提供了5首填詞  。
1992年，於3月25日發行了Wink時期唯一的個人專輯《Mode》  ，並多次出演電視劇及綜藝節目 。
1993年10月20日至翌年的9月7日，作為常駐嘉賓出演了電視節目《志村けんはいかがでしょう》的短劇環節。
1994年11月赴美，接受了約兩週的舞蹈及聲樂訓練
1995年3月18日至26日，主演了第一部舞台劇《怪盗チェリーのレストラン》   ，同年亦首次單獨出演了電視廣告。
1996年2月25日， 發行了Wink時期唯一的個人單曲《La Gioconda》 。
為了拍攝同年3月5日播出的時代劇《江戸の用心棒II》，於2月下旬前往京都太秦，在3月初返回東京後，被事務所的社長單獨叫至社長室，突然被告知Wink即將停止活動。
同月31日，Wink停止活動。 關於組合活動停止，鈴木在2010年出版的自傳《不服輸的靈魂（負けじ魂）》中寫道：“時至今日，我也不知道活動停止的理由或原因，無論當面與否，我始終沒有得到解釋。”    。
這之後，鈴木雖有心進取於歌手事業， 但如以下的小節所示，仍主要以電視藝人及女演員的身份進行著演藝活動。

### Manly Promotion、尾木Agency、Neverland在籍時期  偏離於歌手志向（1996年 - 2002年）
（※ Wink活動停止後，鈴木由原管理Wink的事務所P-Artists移籍至新設立的Manly Promotion（マンリープロモーション)。該社與鈴木1997年所屬的尾木Agency（尾木エージェンシー）、1998年所屬的Neverland（ネバーランド）辦公地址相同，尾木Agency與Neverland的辦公電話相同，可視為現Neverland的前身事務所，故此節不再做單獨列述。）

Wink停止活動後，因與唱片公司Polystar的合同也隨即終止，無法發行新曲  。這一時期的演藝活動以出演電影、舞台劇及綜藝節目為主，亦發行了寫真集   。歌手方面的活動以演唱Wink的作品為主。
這期間的1998年，她參與了東京電視台真人秀節目《ASAYAN》名為《渴望第二春的藝人AUDITION（再起に賭ける芸能人オーディション）》的企劃 。該企劃讓包含鈴木在內“渴望事業再起的女藝人”前往紐約合宿並共同進行藝能課程，從中選拔由小室哲哉製作的外企廣告曲的演唱者。節目中呈現的鈴木與藝人小組的其他參加者並未步調保持一致，不僅對合宿一事表示拒絕，更在團體進行舞蹈訓練時離開教室，並哭著表示無法完成課程 。隨後她以接受唱片公司商談為由回國，從該企劃中脫離，節目亦披露了她即將發行的新曲《INNOCENT SKY〜悲しみも届かないあの空の向こうへ〜》  。對此，鈴木曾在後來表示該企劃在進行途中不僅有既定的劇本，更在未告知她本人的前提下擅自地將她剪輯為“惡人”的角色   。逐漸偏離以歌手身份繼續演藝活動志向，也被認為與參與該企劃時引發的爭議不無相關。
同年10月28日，鈴木發行了自Wink活動停止后的首張單曲《INNOCENT SKY〜悲しみも届かないあの空の向こうへ〜》  。該作的A面曲被選為東電系節目《64マリオスタジアム 》及 《ワイン娘恋物語》的片尾曲  ，B面曲《PEACE OF MY LIFE》則被選為TAMSOFT的廣告曲。同年，她憑此作獲得了第一屆インターネット歌手ナビ音楽祭的「歌手指引Hit賞（歌手ナビヒット賞）」  。
1998年組合結成十週年之際，Wink於12月29日TBS新聞網播出的特別節目《祝!日本レコード大賞40周年記念スペシャル》中短暫恢復活動，表演了歌曲《淋しい熱帯魚》。翌年12月30日亦以團體形式出演了節目《超える!テレビ》  ，演唱了《愛が止まらない》及《淋しい熱帯魚》。
2000年5月，與鈴木簽約的唱片公司萬代音樂娛樂（Bandai Music Entertainment）解體 ，鈴木在Neverland在籍時期中再無新曲發表。 
同年6月，鈴木在深夜駕車行駛於首都高速4號新宿線時，與一輛逆行的汽車相撞。鈴木所乘的汽車嚴重損毀，本人也因外傷性頸部症候群入院修養3週，所幸並未留下後遺症。 短暫修養後仍以電視藝人及舞台劇演員的身份繼續演藝活動。

### OREGA在籍時期  演藝形象的轉變（2002年 - 2008年）
2002年，鈴木移籍至藝能事務所及舞台劇製作公司OREGA（オレガ）   。
2003年12月10日，鈴木經由獨立廠牌What's Up? Group發行了組合活動停止後的第一張個人專輯《零〜re-generation〜》 ，並於2004年2月28日至5月28日举行了首場個人巡演「零〜re-generation〜TOUR2004」   。
儘管鈴木在2005年初曾表示會再發表新專輯  ，她在OREGA在籍期間卻再未發表過音樂作品。另一方面，在同年2月11日播出的電視劇《特命係長 只野仁》中，鈴木因出演裸露戲份受到關注 ；3月30日發行的寫真集《Voice》中亦展現了她半裸的姿態；同一時期，她在地方電視台出演的一些柏青哥相關的節目也引發關注，面向大眾演藝形象開始轉變 。此外，她參演了於同年9月10日上映的電影《逆鱗組七人衆》 。
2006年3月7日至17日，參演了舞台劇『眠れぬ夜の電波ハイジャック』。
2007年7月29日至9月1日，參演舞台劇『ちぎれた雲はどこへ行く』 。
- 大概在這段時期，鈴木的母親因罹患癌症開始入院治療，使她在演藝工作與病床看護之間來回奔波[64] [65]。2007年3月開始，鈴木更同弟弟妹妹一起，為照顧母親搬回了草加市父母的家中[66][67] ，直至母親於7月23日因病亡故。

### EXE在籍時期   發行成人影片、不倫傳聞及事業停頓（2008年 - 2013年）
據信，鈴木於2008年4月移籍至演藝事務所EXE(エグゼ)。
作為Wink結成20週年的紀念活動，2008年12月30日，鈴木與相田再次以組合的形式在第50屆日本唱片大賞中作為表演嘉賓登場  。
2009年3月31日，她因服藥過量送醫急救的新聞見報 ，一度被大眾及媒體猜測為自殺未遂。她在隨後的聲明會中澄清因睡眠不足服用睡眠安定劑而入院  。
在此之前，鈴木在這一年的1月23日發行了包含裸露內容的DVD《NATURAL 〜Respect my life〜》  ，又在同年9月1日發行了DVD《Sptember Shock》 。雖然映像作品的發行商MUTEKI並未將該作歸為色情影片的類別   ；鈴木自身也言明不認為所出演的作品是色情影片，但在本作發行前，媒體大多仍將影片形容為“色情影片”或“軟色情內容”  。
這之後不久，鈴木又於9月25日及10月25日分別發行了全裸寫真集《one track memories》及同名DVD。這之後，鈴木出現在了精力劑製造商寶仙堂「凄十（すごじゅう）」的廣告中，被業界及大眾評價為“從清純派完全轉向性感路線” 。
2010年2月20日，鈴木主演的電影《命運晶洞（宿命のジオード）》上映。同年6月17日，她與一同出演該電影及DVD《September Shock》的舞台劇演員津田英佑持續不倫戀情長達4年的爆料見刊於周刊文春。在報導的影響下，她在6月20日發布的部落格文章中為引起風波致歉，並為重新正視自己，將暫停演藝活動 。在這期間的7月至9月，鈴木撰寫了自傳《不服輸的靈魂（負けじ魂）》  ，並於11月6日出版。在發行翌日舉行的紀念活動中，鈴木否認了不倫戀情的傳聞並宣布繼續演藝活動 。
2011年3月2日，樂團serial TV drama發行了翻唱單曲《愛が止まらない -Turn It Into Love-》，鈴木獲邀出演了該作的PV，並在2月12日作為演出嘉賓參加了樂團在了澀谷CLUB QUATTRO的現場演出。
在這之後，鈴木經歷了約一年的空白期 。約在2012年下半年開始，繼續以地方節目、在地演出為主的演藝活動 。

### Sense Production，TOffice，縁劇人在籍時期  演藝活動暫停、Wink再結成（2013年至今）
2013年1月起，鈴木移籍至親友福永真子經營的事務所Sense Production(センス・プロダクション)   。在結束了東京核心局兩部電視節目的演出後  ，至2016年5月間，演藝活動再次陷入停頓。
2017年，時隔8年出演了於8月12日播出的電視劇《心霊呪殺 死返し編》  。之後於2018年6月以聲音演出的形式出演了《偶像學園》的舞台劇 。
為紀念Wink結成30週年，鈴木與相田二人再次以組合形式出演了2018年8月18日播出的音樂節目《思い出のメロディー》。10月16日，Wink舉辦了談話秀及小型live《Special To Me》，隨後於12月30日作為表演嘉賓再次登上了第60屆日本唱片大賞的舞台。
2019年10月，事務所TOffice在官網中將鈴木早智子列為其旗下藝人，至2020年二月，又將有關鈴木的記載刪去 ；同時，鈴木的事務所所屬變更為舞台劇企劃作公司縁劇人 （页面存档备份，存于）。

## 人物

### 暱稱
關於官方的暱稱さっちん（sacchin），有時也寫作「早っちん（小早）」或「サッちん（SAcchin）」。 
這個暱稱初出於雜誌《UP TO BOY》3月號中的「サッちん」 ，但這個稱呼最初並不常用於鈴木的私生活中。在訪問家及樂評人吉田豪的訪問中，鈴木說道：“從前曾稱我作「さっちゃん（早醬）」的朋友，在Wink走紅之後開始以電視裡的稱呼「さっちん」來叫我，當時非常落寞。” ；包括Wink成員相田翔子、Wink的音樂製作人水橋春夫、作詞家及川眠子都曾以「さっちゃん（早醬）」稱呼過她  。鈴木在2008年的部落格中回答樂迷的提問時稱“さっちん或者其他的暱稱都是可以的喔～” 。
此外在Wink結成的早期，鈴木也曾說她有「さち（早智）」的暱稱。在2009年，當時所屬社的社長也曾稱她作「さち」 。

### 身体
身高157厘米 ，鞋子的尺寸是23.0厘米 ，A型血  。
1990年時因舉辦夏季巡演，曾有過體重降至35kg的時期。
少年時代至Wink活動早期保持著左眼戴隱形眼鏡的習慣，1989年至1990年前後開始則習慣私下戴著眼鏡 。

### 人物像

#### 本人的言論中構建的人物像
- 不擅長於人前表現

鈴木在2010年所著的自傳《負けじ魂》中寫道“直到現在我也依然苦惱着，對受人矚目這件事依然不太習慣。剛上小學的時候，連在人前表演唱歌都會渾身發抖。”。雖然在小學時期克服了唱歌時會發抖的缺點，但在2006年吉田豪的訪問中仍提到“不擅長華麗的事物，面對眾人時依然會緊張。”。
- 青幼年時對待事物缺乏常性

在小學二年級開始抱有歌手志向時的鈴木就已經知道自己屬於愛好不會長久的類型，並對嘗試感興趣的事物都抱持謹慎的態度 ， “當時想著再等個兩三年，如果仍沒放棄這個想法，那就是真的喜歡。” 2006年在吉田豪的採訪中被問到歌手志願的話題時也曾說：“我曾經有很多感興趣的事，但除了成為歌手之外的事都很快放棄了。（笑） ”  。

關於“缺乏常性”的性格，鈴木在成年之後1990年Wink的特刊《Twinkle Angels》中曾說：“其實一直想學習英文的，但我不是能堅持下來的性格嘛（笑），就算有一天開始了我覺得也很快就會放棄了。” 。實際上真正開始學習英文的時候是在1994年在紐約受訓 及1998年參加《ASAYAN》的時期  。
到2003年進入三十代後，曾在訪談中提起20歲前後開始一直沉迷的涮涮鍋及持續了1年左右移動電話上的麻将游戏，自覺對事物持續興趣的時間變長了  。
- 對待愛好的忘我的沉迷及對待事物的過分拘泥

自傳中關於年輕時收入使用的段落中，她寫道：“因為自己的性格是喜歡上了就容易埋頭沉迷，那時候要是喜歡上珠寶就麻煩了。”  。另外在1990年的特刊《Twinkle Angels》中她也曾說：“中學的時候非常沉迷於蛋糕  ，一直在各種地方嘗試點蛋糕，那時候對於蛋糕好吃的店也非常了解 。”
此外，少年時期的鈴木因為對衣服的顏色的喜愛也有過非常拘泥的時期。在1988年的訪問中她曾有過以下的發言：
“在中學的時候我對衣服的顏色有過很奇怪的執著，中學一年級的時候因為覺得穿黑色看起來會成熟些，曾經只穿黑色的衣服，直到升入二年級時才開始接受白色的衣服；到了中三的時候，突然開始執著於穿粉色的衣服；上高中的時候，還有過只穿橙色系、熒光色系的時候...不過最近因為想到這樣下去有一天只穿著一種顏色的衣服死掉的話感覺不行，終於開始嘗試著不拘泥於衣服的顏色了。如果能在穿著一種以上顏色的衣服時候死掉就好了。” 
- 少年時期為達成目標的不擇手段

上述“對待愛好埋頭沉迷”及“拘泥”的性格，也體現在少年時代為了成為歌手所做的“不擇手段”般的人生選擇。
在2006年吉田豪的訪問中，提到1984年升入高中後因聽到學校有禁止演藝活動的校規而立刻休學的經歷時曾說：“是的，小時候在這方面非常極端。那時候還曾因為電視劇的造型要求而翹掉了試裝的行程。因為是排球部部員的角色而被要求要剪短髮，當時十分吃驚也不能接受。因為知道自己做出了不可接受的行為，這之後立刻對當時的事務所提出了退所的請求。”  。而對於一年之後退學的選擇，鈴木也說：“為了成為歌手已經把拼盡全力當作目標，想要盡全力嘗試。”  。在1987年在進入Upright Music後約一年看不到歌手未來的空白時期中，她開始產生了退出演藝界的想法。“ 因為是自己努力過，就算沒得到如意的結果也不會悔恨。”  。幸運的是，在萌生退意後不久事務所即決定了推出Wink的企劃 。
- 對於自身外貌的不滿

1989年鈴木在雜誌訪談中曾提過對於自己“童顏”的外貌十分在意，“因為外貌看起來只有十六、七歲的樣子，害怕被人當成小孩子所以十分不喜歡自己的外貌。”、“很不喜歡自己的外貌，硬要說的話有喜歡的可能是眼睛吧。”；在1990年4月特刊《Twinkle Angels》中鈴木曾說“我不太喜歡照鏡子，以前對於看著自己的臉這件事，如果沒有大的必要的話絕對不會做，現在也是這樣的性格。”；1991年初也曾在雜誌問答中回答道“我並不喜歡自己的外貌，所以沒有用過手持鏡。”；在2006年及2010年吉田豪的訪問中，也曾提到自己不喜歡照鏡子。

除了外貌之外，鈴木也在自傳中提到過“15歲左右的時期是會在意髮型的類型”；1989年在音樂節目《ザ・ベストテン》的事前訪問中也曾有過“自己的身體上沒有喜歡的部位，不喜歡的倒是有，大腿之類的部位吧。”的發言。
- 處世的消極應對、及對其的不反抗

鈴木在2010年與吉田豪的訪談中對於“該說是容易吃虧的性格嗎，或者說處世消極吧，給人這樣印象的情況好像很多。”的提問時曾說：“嗯，但我也並我不想拿自己與‘處世積極’相對比。我從Wink時代以來就是如此這般地過到現在，也沒有辦法突然就變得積極或是精於應對。我還是希望能以自己的方式生活下去。”  。在被吉田問道“是否羨慕那些處世積極的人”時，她答道：“當然很羨慕啊！，但是我無法成為那樣的人，畢竟每個人都有自己的經歷和活法，他們也會有各自的煩惱，所以不會想強求自己沒有的東西。”
關於鈴木的“處世消極 /容易吃虧”的性格，大概地體現在以下幾個面向：
1. 在各種因素的影響下選擇不直接吐露煩難
前文中所述的訪談中關於“處世消極”的對話，接續於鈴木對1998年參與《ASAYAN》的企劃引發爭議後並未及時出面解釋的回答之後。鈴木坦言出於在當時的狀況下不想讓自己的言論/身影再度讓大眾聚焦、因為過於傷心而希望事件盡快平息、出面解釋後無法對自我反思、以及不想給節目製作方頻添“災禍”等等顧慮，最終在當時選擇閉口不言。
2. 對於非本意但無法改變的事態發展的不抵抗
對於《ASAYAN》企劃中造成爭議的收錄方式，鈴木雖曾在節目收錄的當下對節目組提出反對意見，但在收錄結束之後，她對節目製作方沒有再提出反抗。她在自傳中提到：“我曾向事務所與節目方提出過反對，但節目並沒有停止播出的計劃。就算那之後繼續表達抗議，節目方也沒有在真人秀節目中註明‘僅為演出效果’的道理。”
同樣在書中提到的1996年被事務所所長告知Wink活動停止時，“我在當下應該也曾好幾次想著要問出原因的吧，”，“但（活動停止）已是無法改變的事實，一想到這裡，便連理由也無法問出口了。”
3. 為貫徹“完成約定工作”的信念放棄迴避不利自身的狀況
在發覺《ASAYAN》企劃未在事前告知的“貶損鈴木”的劇情設置意圖時，“雖然曾想過退出企劃，但覺得既然已經接下了工作就不能虎頭蛇尾地結束，所以在當時決定繼續進行錄製。”
同樣地在2009年拍攝DVD《September Shock》時，面對拍攝內容由突然由“包含少量裸露內容的短劇”變更為“全篇裸露”時，“我知道可以選擇在當下停止拍攝，但或許會產生違約金；而我也無法原諒丟下工作落荒而逃的自己，下了咬牙堅持的決心。”。

#### 他人的言論中構建的人物像
- 相田翔子的發言中構建的人物像

在1988年Wink結成的當時，相田曾說鈴木“初見時就是非常開朗、一直都充滿活力的樣子。”，“因為我一直是非常認生的性格，非常仰慕她這一點。”。而在同時期描述鈴木的短處時則說：“短處的話，第一個就是非常隨性。”，“兩個人相處時的氛圍也會變得非常隨性。但她的優點是對於很多她認為重要的事都會有清醒的考慮，不過在事情還沒發生之前就思量過度，長處變短處的情況也有。”。在1994年Wink組合的中後期時也曾形容“面對事情時有清醒的考慮和計劃才會開始行動這一點很讓我尊敬。”
關於“相處氛圍十分隨性”一點，相田也曾回憶道“組合活動剛剛開始的那段時間經常在日程結束之後結伴到涉谷之類的地方吃吃逛逛”、“休息日的時候幾乎都是分別行動”等等。
另外在Wink組合時期與活動停止後的許多次談話中，相田都曾形容與鈴木二人在思考方式、不擅長受人矚目等方面十分相似。
以下以1996年Wink活動停止時間點為界，各取一段對話為例：
- 1989年，雜誌《DUNK》中的訪談：

“會談論的八卦類型，還有思考方式這些方面兩個人真的很像，只要一起坐同一輛車的話車裡都熱鬧的不得了。頭腦聰明的程度兩個人也一樣，都是不怎麼喜歡學習的類型。（笑）” 
- 2017年，寶島別冊《80年代アイドルcollection》中的訪談：

“出道之前的那段時間，在一起接受舞台訓練之餘也一起在事務所整理日程安排和電話號碼，那時起就能感覺到我們頻率相近，彼此間的氛圍也相似。當時的社長常常以‘就算把別人擠下去也要成為一流！’來教育我們，但兩個人都不怎麼喜歡凸顯自己，只是喜歡著唱歌這件事而毫無那樣的野心。（笑）” ，“出道之後舉辦全國路演時因為完全沒有觀眾而一直在後台哭，這一點兩個人也一樣呢。”
- 香瑠鼓的發言中構建的人物像

1988年《愛が止まらない 〜Turn it into love〜》開始曾為Wink創作了多個編舞的香瑠鼓曾形容鈴木是“擁有能創造出自我表達的品味的藝術家類型”，“注意力會被自己感興趣的事物吸引”、“活在自己的精神世界中”“可愛又有點難以預測”的性格。詳見以下節選於2018年Wink的紀念活動訪談中的對話：
“初見面的那段時間為了給她們進行舞蹈特訓而幾乎每天都會見面。兩人都穿著私服的場合下，就能看出一些個人的個性了呢。sacchin的話，每天都會戴著不一樣的假髮來教室，那時候假髮的裝扮也還未流行起來，當下便覺得她是擁有能創造出自我表達的品味的藝術家類型。最近再次見面的時候和她提過這件事，但她好像一點都不記得了。（笑）這一點也很像她呢。”
“sacchin是很容易就進入到自己世界中的人。當時給她們上課的時候還沒開始戴眼鏡，在錄製《回憶中的旋律（思い出のメロディー）》見面的時候，她好像小孩子一樣一見面就問道‘啊，老師！眼鏡！?’（笑），真的很容易就會被自己感興趣的事情吸引註意力呢。一般很久沒見面的場合下不都會先問候‘您好！’或者‘好久不見！’這樣的話嘛，她在問候這些之前先提到眼鏡的事情，非常的像她呢。” 
- 森裕平・吉田豪・及川眠子的發言中構建的人物像

1989年，當時Wink的所屬社UpRight Music的事務所所長森裕平就曾形容道：“翔子是平穩可靠，但時常會‘猶豫’的性格，是記事情很快，但忘得也很快的類型；早智子雖然時常給人靠不住的印象，但（作為偶像的）完成度很高，一旦記起來了，就絕對不會忘掉的類型。”
同樣曾在《元アイドル２》的訪談中指出鈴木“消極怠惰”的吉田豪，在該書發行期間於小島慶子的廣播節目『小島慶子 キラ☆キラ』中也將鈴木的性格概括為“消極而頑固”。

而曾為Wink長期提供填詞的及川眠子卻將鈴木的性格形容為“天真純粹”、“如刀下魚肉般毫無防備地活著”。詳見以下吉田豪與及川眠子2015年對談的節選：
── 將Wink二人的人生對照來看的話，確實讓人感慨頗多呢。sacchin在過往經歷了很多坎坷，雖然和她有過多次訪談，但對於這點她一直不願多談。
 
及川： sacchin是非常純粹天真的人，甚至有如刀下魚肉那般，毫無防備地活著的人。
 
 ── 和當時交往的對象拍了類似成人影片的作品的事，也可以說是因為太過純粹天真而容易受騙造成的吧。
 
 及川：按現在的說法就是“沉迷於妄想中的人（原文：痛い子）”吧，天真而毫無防備。

### 愛物、愛好
喜歡卡拉OK。曾在2016年的訪談中說：“唱歌是我的原點，到現在也會一個人在卡拉OK房裡待上六、七個小時”。小學六年級時就已經將壓歲錢全部用購買伴唱磁帶，到Wink時代的初期就已擁有350盤左右，超過1500曲的伴唱磁帶。私下喜歡唱的類型是演歌。
喜歡的花是縷絲花。
18歲時便取得了駕照，在自傳中自述“一直很喜歡車，或者說很喜歡能獨處的這個空間。”，Wink時期也以休息日獨自駕車為樂。第一次買下的車型是日產180SX，也成了她回憶最深的一台車。
幼年時起便常看書。Wink時期中提到過的愛書有保羅·葛里克的《雪花》、銀色夏生的詩集，及幼年時便一直在讀的《绿山墙的安妮》。也受此書的影響曾說過想去愛德華王子島旅行。
Wink時期開始因工作性質所造成的頻繁外食與飲食不規律，胃部的健康開始惡化。為了調理健康而繼續曾因專注於工作而放棄的料理研究。
喜歡的運動幾乎都與球類有關，包括排球、網球和保齡球。幼年時受漫畫《排球甜心》的影響開始對排球產生興趣，中學時曾加入學校排球部 ，開始接觸網球亦是由於動畫《網球甜心》，保齡球則是少數從Wink時期持續到近期的愛好，亦曾出演過相關的綜藝節目《ザ・スターボウリング》。
除此之外，30代前後也曾沉迷於鱸魚垂釣。

### Wink最盛期中工作壓力下的臥病及“病弱偶像”的大眾印象、失聯事件、吸菸
- 數度臥病與“病弱偶像”的大眾印象

鈴木在Wink結成初期時，便有因感冒致使工作暫停的的情況。1989年初時亦曾在雜誌訪談中說：“出道以後突然地，身體出狀況的時候變得多了起來...”。這之後，1989年至1990年上半年左右，Wink處在最盛期工作最繁忙的這段時間內，也曾多次因身體原因缺席日程安排。具體情況詳見以下的表格：
| 時間          | 缺席/工作暫停原因      | 缺席日程 | 後續                                                                  | 備註                                                                           |
| ------------- | ---------------------- | --- | --------------------------------------------------------------------- | ------------------------------------------------------------------------------ |
| 1989年5月29日 | 咽炎                   | 《歌のトップテン》直播出演缺席 |                                                                       |                                                                                |
| 1989年11月9日 | 急性胃炎               | 《音楽派Together》直播出演缺席 |                                                                       |                                                                                |
| 1989年12月    | 因腹痛暫停工作         | |                                                                       |                                                                                |
| 1990年1月1日  | 因過勞突發腸胃炎入院   | 1月8日 《歌のトップテン》缺席、 10日《Shining Star》靜岡縣 公演延期至22日 | 1月22日『歌のトップテン』的直播出演變更為公演結束後同場地進行連線直播 | 1989年12月31日《第31回日本唱片大獎》、《第40回NHK紅白歌合戰》次日              |
| 1990年7月     | 因急性肝炎暫停工作修養 | 7月4日《夜のヒットスタジオSUPER》缺席直播出演 14日 巡演《Especially For You II》缺席，相田翔子一人登台 15日播出的『スーパーJOCKEY』收錄缺席 25日播出的『邦ちゃんのやまだかつてないテレビ』收錄缺席 |                                                                       | 關於當時臥病10日後曾與工作人員外出飲酒的報導，後來經本人在2010年的訪談中否認。 |

此外，由於左側腎臟先天孱弱的原因，鈴木在這段時期內也曾出現過腎結石及尿血等症狀。
由上，數次因病缺席的狀況發生，她在大眾眼中“病弱”的這一印象不斷被加強。而據本人形容，在Wink結成之前並不是經常生病的類型。進入演藝界後經常生病，“是被精神狀況的波動左右導致的結果。”。在1990年Wink渡過最盛期後，鈴木的身心狀態歸於平穩，終於開始感受工作中的樂趣。
此外，相田翔子也曾被冠以“病弱偶像”的稱呼 ，出現在一些周刊新聞中。
- 失聯事件

除卻上文中所記“因病缺席”的日程之外，在1989年3月23日進行錄製的『がんばれドラゴンズまつり』以及同日進行直播放送的《ザ・ベストテン》中，鈴木以“感冒”為由缺席。而實際在當日，鈴木因無法承受突然爆紅而突變的周遭環境以及隨之而來的“殺人般的行程”而突然失聯。
當日早上，鈴木在隔室而居的相田公寓門口留下“真的很抱歉”的字條後，獨自前往父母名下位於茨城縣鹿島郡大洋村的小屋中度過了一天，於翌日返回東京。 失聯一事在當時並沒有引起媒體的注意，直至事件實情在她的自傳中公開。
（※自當年3月1日開始的包含在地活動、廣告攝影、專輯收錄、東京與地方局的電視、廣播、音樂節目直播出演的“殺人般的行程”，詳見以下列出的表格：

| 日期    | 行程內容 |
| 1日     | 明治製菓《DAY DAY》廣告拍攝，取材、廣播節目《スポーツ気分で遊ING!》收錄                                                                               |
| 2日     | 明治製菓《マーブルチョコレート（大理石巧克力）》廣告拍攝、朝日電視台戲劇拍攝、《ザ・ベストテン》直播出演                                              |
| 3日     | 仙台地方路演 |
| 4日     | NHK鳥取放送局節目錄製 |
| 5日     | 鳥取縣山陰放送節目錄製 |
| 6日     | 專輯《Especially For You》錄音、《歌のトップテン》直播出演                                                                                            |
| 7日     | 《歌え!ヒット・ヒット》錄製、專輯《Especially For You》錄音                                                                                           |
| 8日     | 專輯《Especially For You》錄音、廣播節目《カッ飛び歌謡ランド》（日本廣播電台）、『ヤングスタジオ』（FM東京）收錄、 電視劇《オレたちひょうきん族》拍攝 |
| 9日     | 專輯《Especially For You》錄音、《ザ・ベストテン》直播出演                                                                                            |
| 10日    | 專輯《Especially For You》錄音、《MUSIC STATION》直播出演                                                                                             |
| 11-12日 | 大阪在地路演 |
| 13日    | 大阪在地路演、《徹子的房間》錄製、《歌のトップテン》直播出演                                                                                          |
| 14日    | 專輯《Especially For You》錄音 |
| 15日    | 滯留沖繩 |
| 16日    | 《熱帯夜スペシャル》外景拍攝、《ザ・ベストテン》連線直播出演                                                                                          |
| 17日    | 滯留沖繩 |
| 18-19日 | 札幌在地路演 |
| 20日    | 福岡在地路演、東京『歌のトップテン』直播出演 |
| 21日    | 出席鹿兒島縣南日本放送100週年紀念活動 |
| 22日    | 福岡在地活動 |
| 23日    | 名古屋《がんばれドラゴンズまつり》錄製、《ザ・ベストテン》直播出演 （※當日清晨，鈴木失聯）                                                            |
| 24日    | 專輯《Especially For You》錄音、《吉村明宏のときめきバナナ》錄影、《MUSIC STATION》直播出演                                                           |
| 25日    | 岡山縣RSK山陽放送活動出演 |
| 26日    | 大阪放送《ローソンフレッシュフェスティバル》錄製、大阪近鐵百貨店小型演出                                                                              |
| 27-30日 | 雜誌《UP TO BOY》寫真攝影，滯留於關島 |
| 31日    | 專輯《Especially For You》錄音 |
| ------- | --- |

。）
- 吸菸

如上文所列的表格所示，在失聯事件後第4天的1989年3月27日至30日，Wink為拍攝雜誌寫真在關島停留了4天的時間。據鈴木的回憶，她便是在這段時間內第一次開始嘗試吸菸。雖然在一個月以前已度過了20歲的生日，“吸菸”的事實在法律上無可挑剔。但她也明白“吸菸對於女性偶像而言，是可能比異性醜聞更嚴重的事情。 ”，只因“身處關島而從極重壓的工作中解脫出來的反作用力，”使她將手伸向了菸草。
在當時，事務所的所長曾為了讓鈴木戒菸而斥責過她。最終在經紀人與通情的造型師的幫助下，鈴木吸菸的習慣並未在人前暴露。而她不在人前吸菸的習慣，一直維持至30歲前後。

## 音樂作品
- Wink至1996年3月31日活動停止的時間點，共發行25張單曲、錄音室專輯14張、精選輯9張、及其他類型的4張作品。詳細請參照條目Wink。
- 此小節中以粗體字標示鈴木早智子（筆名Miyoko.A）提供填詞/作曲的曲目。

### 個人單曲
◎Wink時期
- La Gioconda（Polystar（日语：ポリスター）、1996年2月25日）
  1. ラ・ジョコンダ（作詞: 及川眠子　作曲: 井上大輔（日语：井上大輔）　編曲: 菅原弘明（日语：菅原弘明））
  2. 眠り姫でいたくない （作詞: 及川眠子　作曲: 井上大輔　編曲:木本靖夫 ）
  3. ラ・ジョコンダ（オリジナル・カラオケ）
  4. 眠り姫でいたくない（オリジナル・カラオケ）

◎Neverland在籍時期
- INNOCENT SKY〜悲しみも届かないあの空の向こうへ〜（Bandai Music Entertainment、1998年10月28日）
  1. INNOCENT SKY〜悲しみも届かないあの空の向こうへ〜（作詞: 亜蘭知子　作曲: 阿部靖広）
  2. PEACE OF MY LIFE（作詞: 亜蘭知子　作曲: 迫茂樹）（※「バーコード対戦 バーディガン」TAMSOFT CORPORATION CM印象曲）
  3. INNOCENT SKY〜悲しみも届かないあの空の向こうへ〜 (INSTRUMENTAL)

### 個人專輯
◎Wink時代
- Mode（Polystar、1992年3月25日）
  1. ラスト・ダンスは頬よせて（作詞: 及川眠子　作曲: 森若香織（日语：森若香織）　編曲: 门仓聪）
  2. 1999年の退屈（作詞: 及川眠子　作曲:赤城忠治（日语：赤城忠治） 　編曲: 十川知司（日语：十川知司））
  3. ハリウッドな恋にして（作詞: 及川眠子　作曲: 羽田一郎（日语：羽田一郎）　編曲: 門倉聡）
  4. 最後の楽園（原作詞・曲: Crivellente /Farina（日语：マウロ・ファリーナ）  / Bindella　編曲: 門倉聡　日本語詞: 及川眠子）　（原曲：Prima Vera - Play To Love）
  5. TRANSFER（作詞: 及川眠子　作曲: 工藤崇　編曲: 門倉聡）
  6. 不実な仔猫たち（原作詞・曲: Barry Goldberg / Sylvia St. James / 洛珊·西门　編曲: 門倉聡　日本語詞: 及川眠子）　（原曲：The Hotter The Night）

◎Orega在籍時期
- 零〜re-generation〜（What's Up? Group、2003年12月10日）- Wink活動停止後首張個人專輯
  1. UNBREAK MY HEART（作詞: 鈴木早智子　作曲: Paris Texas）
  2. SOMEBODY TELL ME（作詞: Paris Texas / 鈴木早智子　作曲: Paris Texas）
  3. 止まった時計（作詞・作曲: 飛鳥涼）　原曲：薬師丸ひろ子
  4. ノスタルジア（作詞・作曲: 竹内まりや）　原曲：竹内まりや
  5. 変わらない想い（作詞: 鈴木早智子　作曲: Paris Texas）
  6. VOICE（作詞・作曲: Paris Texas）
  7. 竹田の子守唄（京都民謠）
  8. 雨音はショパンの調べ（原作詞・曲: Gazebo / Pierluigi Giombini　譯詞: 松任谷由実）　（原曲：Gazebo - I Like Chopin（小林麻美 cover））
  9. 帰り着く場所に（作詞: 鈴木早智子　作曲: 松田りょう）
  10. MY SWEET ROAD（作詞・作曲: Paris Texas）

### Wink時期專輯中的個人曲目
- 朝焼けのバルコニー（作詞: 竜真知子　作曲: 見岳章（日语：見岳章）　編曲:大谷和夫（日语：大谷和夫） ）

第一張專輯《Moonlight Serenade》（1988年7月1日）第7曲
- Take Me To Heaven（原作詞・曲: M. Ingman / B. Glenmark　編曲: 船山基紀（日语：船山基紀）　日本語詞: 及川眠子）

第二張專輯《Especially For You〜優しさにつつまれて〜》（1989年4月25日）第5曲　（原曲：Annica Burman）
- 優しく愛して…（原作詞・曲: Ben Findon / Mike Myers　編曲: 若草恵　日本語詞: 森雪之丞（日语：森雪之丞））

《Especially For You〜優しさにつつまれて〜》第9曲　(原曲：The Nolans -Let's Make Love）
- Joanna（原作詞・曲: Charles Smith / James Taylor　編曲: 船山基紀　日本語詞: 及川眠子）

第三張專輯《Twin Memories》（1989年12月1日）第9曲　（原曲： Kool & the Gang）
- あの夏のシーガル 〜Cherish〜（原作詞・曲: Ronald Bell / James Taylor / Kool & The Gang　編曲: 門倉聡　日本語詞: 及川眠子）

第四張專輯《Velvet》（1990年7月11日）第7曲　（原曲：Kool & The Gang）
- 贅沢な孤独（作詞: 森本抄夜子　作曲: 中西圭三・小西貴雄（日语：小西貴雄）　編曲: 船山基紀）

《Velvet》第9曲
- 悪い夢～I Was Made For Loving～（原作詞・曲: Paul Stanley / Vini Poncia（英语：Vini Poncia） / Desmond Child（英语：Desmond Child）　編曲: 門倉聡　日本語詞: 及川眠子）

第五張專輯《Crescent》（1990年12月16日）第4曲　（原曲：KISS - I Was Made For Lovin' You）
- 一年前の恋人（作詞: 竜真知子　作曲: 来生たかお（日语：来生たかお）　編曲: 門倉聡）

第六張專輯《Queen of Love》（1991年7月10日）第4曲
- シエスタ（作詞: 芹沢類　作曲: 尾関昌也（日语：尾関昌也）　編曲: 門倉聡）

《Queen of Love》第7曲
- 聖なる夜に帰れない（作詞: 森本抄夜子　作曲: 广谷顺子　編曲: 門倉聡）

《Sapphire》（1991年11月25日）第4曲
- ほんの小さな勇気（作詞: Miyoko.A　作曲: 尾関昌也　編曲: 門倉聡）

第七張專輯《Sapphire》第6曲
- 未来まで待てない（原作詞・曲: James C. Brown / John A. Butler　編曲: 門倉聡　日本語詞: 及川眠子）

第八張專輯《Each side of screen》（1992年4月25日）第6曲　（原曲：洛珊·西门 - Burning Through The Night）
- Only One（作詞: 及川眠子　作曲: 門倉有希（日语：門倉聡）]]　編曲: 門倉聡）

第九張專輯《Nocturne 〜夜想曲〜》（1992年11月26日）第6曲
- SAVE MY LOVE（作詞: 芹沢類 　作曲: 鈴木祥子（日语：鈴木祥子）　編曲:白井良明（日语：白井良明））

第十張專輯《Αφροδιτη》（1993年6月25日）第4曲
- I Wanna Leave You（作詞: Miyoko.A　作曲・編曲: 門倉聡）

《Αφροδιτη》第9曲
- 誰も知らない（作詞: 芹沢類　作曲: Osny Melo　編曲: Ian Prince）

第十一張專輯《BRUNCH》（1993年11月26日）第4曲
- あなたへの想い（作詞: 鈴木早智子　作曲: 来生たかお　編曲: 小林信吾（日语：小林信吾））

《BRUNCH》第8曲
- days（作詞: 鈴木早智子　作曲: 大平勉　編曲: Brett Raymond）

第十二張專輯《overture!》（1994年7月1日）第9曲
- 永遠に…（作詞: Miyoko.A　作曲: 尾関昌也　編曲: 門倉聡）

第十三張專輯《voce》（1994年12月1日）第9曲
- 悲しみよりもしたたかに 〜MY TURN〜（作詞・作曲: Jan Anna August Leyers / Werner Pensaert　編曲: Teddy & Melvin　日本語詞: 及川眠子）

第十四張專輯《Flyin' High》（1995年7月5日）第5曲　(原曲：TASHA - MY TURN)
- 私の夏が始まる（作詞: 芹沢類　作曲: 尾関昌也　編曲: 田原音彦（日语：田原音彦））

《Flyin' High》第6曲

### 其他
◎Wink時代（鈴木個人曲目）
- 夢ポスト（作詞: 岡田冨美子　作曲: 川口真（日语：川口真））

《第二回 古関裕而音楽賞－輝け緑の星・地球－　明日へ届ける心の忘れ物》（NHK Promotion，1994年11月6日現場收錄，非賣品）第10曲
- ミルキー・ウェイ ～銀河旅行～（作詞・作曲: 菅原春美）

上同， 第14曲
◎エグゼ在籍期
- リインカネーション

於2008年12月6日的歌迷交流會中以CD-R的載體限量公開。
- Lies（作詞: 鈴木早智子 / 天野朋美　作曲: 天野朋美　編曲: 平井光一）

鈴木主演電影《宿命のジオード》（2010年2月20日上映），片尾曲　與共演者津田英佑合作曲。歌曲本身未作為商品發布。

## 影視作品、電視出演
- 此小節所列出的Wink時期出演的信息為鈴木早智子單獨出演的項目。以組合形式出演的詳細信息請參考日文條目Wink （页面存档备份，存于）。
- 2000年後鈴木在京電視局出演的大部分節目、放送電視台、播出時間等信息，可參閱外部鏈接：「鈴木早智子のTV出演情報」（『ORICON NEWS』） （页面存档备份，存于）。

### 電視劇
◎Wink結成前
- オレの妹急上昇　第9話　桜ぷっつん!?男で勝負（富士電視網、1988年1月18日）- 清水ハルコ

◎Wink時期
- Nettaiya - ホラー学園πR　全20話（全日本新聞網 、1988年10月25日 - 1989年3月28日 每週二深夜）- ミスDJ
- 真夜中は別の顔　第1-8話（テレビ朝日系、1992年1月9日 - 2月27日 每週四）- 山口玲子
- 柴門ふみセレクション　第3回　結婚オペレーション10to7（テレビ朝日系、1992年10月26日）- 佐々木晶
- 江戸の用心棒II　第15話　縁談アリ地獄（日本テレビ系、1996年3月5日）- お由紀

◎Manly Promotion、尾木Agency、Neverland在籍時期
- メロディ　全13話（TBS系、1997年1月5日 - 3月30日 毎週日）- 吉川雅美

◎OREGA在籍時期
- ドラマ30 - 幼稚園ゲーム2 〜社宅篇〜　全45話（TBS系、2002年5月27日(月) - 7月26日五 每週一至五）- 西尾佐知子
- ウルトラQ dark fantasy　第14話　李里依とリリー（東京電視網、2004年7月6日）- 御厨園子
- 愛の劇場 - 温泉へ行こう5　第19-20話（TBS系、2004年12月23日 - 24日）- 中邑
- 特命係長 只野仁　第16話　社長令嬢（テレビ朝日系、2005年2月11日）- 工藤絵理
- 恋する!?キャバ嬢　全12話（テレビ東京系、2006年1月8日 - 3月26日 毎週日）- 叶樹里
- 地獄少女　第3話　嬰児の夢（日本テレビ系、2006年11月18日深夜）- 鶴田笙子
- 4姉妹探偵団　第6話　温泉で復讐!? 混浴露天風呂の秘密…（テレビ朝日系、2008年2月22日）- 光子

◎EXE在籍時期
- パズル　Piece7　呪いの暗号 聞くと必ず死ぬ落語（テレビ朝日系、2008年5月30日）- 池村亜希子
- ザ・ライバル「少年サンデー・少年マガジン物語」（NHK総合、2009年5月5日）- ウェートレス

◎Sense Production在籍時期
- 心霊呪殺 死返し編　第1話（CSエンタメ〜テレ☆シネドラバラエティ、2017年8月12日）- 早乙女先生

### 電視綜藝（常規嘉賓/不定期出演）
◎ Wink時期
- 志村けんはいかがでしょう（富士電視網、1993年10月20日 - 1994年9月7日・11月30日・12月21日<總集編>、1995年3月22日 毎週三）

◎ Neverland在籍時期
- ASAYAN（テレビ東京系、1998年5月31日 - 10月25日 毎週日）

◎ OREGA在籍時期
- 〜明も絶対〜パチるん? 埼玉版（テレビ埼玉、2006年4月8日 - 12月23日 毎週六）

### 電視綜藝（嘉賓出演）
◎Wink時期
- 笑っていいとも - テレフォンショッキング（フジテレビ系、1991年5月3日、1992年10月20日）
- ライオンのごきげんよう（フジテレビ系、1992年2月19日 - 20日、8月11日 - 13日、1995年10月6日・9日・11日）
- おはよう朝日です（朝日放送、1992年4月2日）
- 夢がMORI MORI（フジテレビ系、1992年5月2日）
- クイズ年の差なんて（フジテレビ系、1992年6月11日）
- クイズダービー（TBS系、1992年6月13日）
- サイコの晩餐（フジテレビ系、1992年6月26日）
- ワンダーゾーン（日本テレビ系、1992年6月29日）
- 森脇・山田の抱腹Z（朝日放送、1992年7月4日深夜）
- ジョーダンじゃない!? - 夕食ばんざい（フジテレビ系、1992年8月18日）
- ダウトをさがせ!（TBS系、1992年12月3日）
- 邦子と徹のあんたが主役（テレビ朝日系、1993年3月15日）
- 志村けんのだいじょうぶだぁ（フジテレビ系、1993年6月28日）
- 東北スペシャル（NHK総合〈東北地方〉、1994年11月19日）
- 輝け緑の星地球（NHK BS2、1994年11月26日；NHK総合、1995年1月28日）
- 春満開!オールスターあの超有名人がホントに出没する異国隠れ家レストランこーっそり大公開スペシャル!!（TBS系、1996年3月14日）
- 超豪華!史上最強!ものまねバトル大賞V（日本テレビ系、1996年3月22日）

◎ Manly Promotion、尾木Agency、Neverland在籍時期（※2000年後的電視出演請參閱外部鏈接：「鈴木早智子のTV出演情報」（『ORICON NEWS』） （页面存档备份，存于）。）
- ザ・スターボウリング（テレビ東京系、1996年5月27日）
- 日曜ビッグスペシャル - 夏休み直前!海の宿VS山の宿（テレビ東京系、1996年7月7日）
- 未来に賭ける!海と若者たち・海は人類を救えるか（テレビ朝日系、1996年8月4日）
- 料理バンザイ!（テレビ朝日系、1996年8月25日）
- 夢航海（日本テレビ系、1996年10月7日(月)深夜、12月17日深夜）
- 日曜ビッグスペシャル - オールスター家族そろって歌合戦2（テレビ東京系、1996年10月13日）
- スーパースペシャル'96 - スターがスターに大告白 ずっとあなたが好きでした（日本テレビ系、1996年11月23日）
- チャレンジ歌バトル（テレビ東京系、1997年2月8日 - 22日 毎週）
- 超次元タイムボンバー（テレビ朝日系、1997年6月19日）
- “超”豪華!史上最強ものまねバトル大賞（日本テレビ系、第11回・1998年1月1日、第14回・9月30日、第16回・1999年3月24日、第22回・2001年3月29日）
- 速報!歌の大辞テン!!（日本テレビ系、1998年1月7日、2001年1月31日・11月7日、2004年2月4日）
- 火曜ゴールデンワイド - 春らんまん!絶景!満開 ニッポン全国 花ものがたり（テレビ東京系、1998年5月26日）
- THE夜もヒッパレ（日本テレビ系、1998年10月17日、1999年2月6日、2000年6月10日）
- 音楽的流行（テレビ東京系、1998年10月27日）
- 音楽通信TOP30（テレビ東京系、1998年10月28日）
- ミュージックジャンプ（NHK BS2、1998年11月1日；NHK BS3、1998年12月10日、1999年1月6日）
- 新・真夜中の王国（NHK BS2、1998年11月19日深夜）
- はなまるマーケット（TBS系、1998年11月20日）
- 日刊!ひっと（日本テレビ系、1998年12月16日深夜）
- 祝!日本レコード大賞40周年記念スペシャル（TBS系、1998年12月29日　※Wink恢復活動）
- クイズところ変われば!?（テレビ東京系、1999年2月26日）
- 徹子的房間（テレビ朝日系、1999年3月18日）
- 笑顔がいちばん!（TBS系、1999年7月11日、2000年2月13日 ）
- ウンナンのホントのトコロ（TBS系、1999年8月25日）
- クルくるV（テレビ東京系、1999年10月3日深夜）
- 超える!テレビ（TBS系、1999年12月30日　※Wink恢復活動）

◎ OREGA在籍時期
- 出没!アド街ック天国（テレビ東京系、2003年7月5日、2004年11月6日 ）
- 新春もズバリ言うわよ! 細木数子の六星占術vs豪華有名人メッタ斬り!!2005年完全大予言スペシャル（TBS系、2005年1月3日）
- なるトモ!（讀賣電視台、2005年）
- メンタルヌード（日本テレビ系、2005年3月31日深夜）
- ブルブルアンタッチャブル（朝日放送、2005年4月8日）
- 田舎に泊まろう!（テレビ東京系、2005年5月1日）
- TV☆Lab - 晩餐ドボン（BS富士、2005年）
- 旅の香り 時の遊び（テレビ朝日系、2005年8月9日・23日 每週二）
- ゴールデンスロット（テレビ埼玉、2005年9月3日深夜）
- 芸能人パチンコバトル P・リーグ（テレビ愛知、2005年9月6日・20日 每週二深夜）
- チャンネル☆ロック!（TBS系、2005年11月12日）
- めざせ!競輪キング（テレビ神奈川、2005年11月12日）
- スーパーフライデー - 上沼恵美子は見た!日常ワイド劇場4～他では言えない!!芸能人(秘)裏日常（TBS系、2005年11月25日）
- スーパーフライデー - 超壮絶!鬼嫁VS鬼姑!全日本悪女グランプリ～この世に鬼は実在した（TBS系、2005年12月2日）
- Sパラ（テレビ神奈川、2005年12月8日深夜）
- スロットハンター（テレビ愛知、2005年12月30日深夜）
- ズバリ言うわよ!（TBS系、2006年5月16日）
- ロンドンハーツ（テレビ朝日系、2006年8月15日）
- 銀玉王（関東版：テレビ神奈川・テレビ埼玉、2007年11月6日(火)深夜；サンテレビ、2007年11月8日深夜）
- パチろー!!（奈良テレビ、2007年11月7日）
- ジャンプ!○○中（フジテレビ系、2007年12月12日）
- ロンQ!ハイランド（日本テレビ系、2008年3月23日）

◎ EXE在籍時期
- カルチャーSHOwQ〜21世紀テレビ検定〜（テレビ神奈川、2008年5月26日、7月7日、8月18日、2009年1月26日 ）
- 銀玉王（サンテレビ、2008年8月7日深夜）
- 第50回日本レコード大賞（TBS系、2008年12月30日　※Wink恢復活動）
- ダウンタウンのガキの使いやあらへんで!!（日本テレビ系、2009年4月19日）
- 快傑えみちゃんねる（関西テレビ、2009年5月29日）
- キズナ食堂（TBS系、2009年6月6日）
- おもいっきりDON!（日本テレビ系、2009年7月10日）
- 愛のお悩み解決!シアワセ結婚相談所（日本テレビ系、2010年1月26日）
- ものまねグランプリ～究極のネタ祭り100連発!（日本テレビ系、2010年3月15日）
- プロインタビュアー 吉田豪の元○○な人々（関西テレビ、2010年7月19日深夜 - 23日深夜、26日深夜 - 8月1日深夜）
- クイズ☆タレント名鑑（TBS系、2011年1月30日(日)、5月15日(日)）

◎ Sense Production，TOffice，縁劇人在籍時期
- スター☆ドラフト会議（日本テレビ系、2013年2月5日）
- カスペ! - 木村藤子のキセキ相談! 美女たちのターニングポイントSPII（フジテレビ系、2013年6月4日）
- 思い出のメロディー（NHK総合、2018年8月18日　※Wink恢復活動）
- 第60回日本レコード大賞（TBS系、2018年12月30日　※Wink恢復活動）

### CM
- 日本ボウリング場協会 ボウリング マジック!!（1995年）

- 宝仙堂 凄十・男子応援キャンペーン（キャンペーン実施期間：2009年11月12日 - 2010年2月10日）

### 電影
※ 詳細信息亦可參照外部鏈接：「鈴木早智子(スズキサチコ)の映画作品」（『Movie Walker』） （页面存档备份，存于）。」（『ぴあ映画生活』） （页面存档备份，存于）
- きんぴら（東映、監督：一倉治雄、1990年12月22日上映）- 松本千代

- 勝手にしやがれ!成金計画（ケイエスエス、監督：黑澤清、1996年9月7日）- 三奈子
- ROMANTIC MANIA ロマンティック マニア（ケイエスエス、監督：サトウトシキ、1997年10月）- 林英子  （※初次主演電影）

- 逆鱗組七人衆（さざ波、監督：市川徹、2005年9月10日）- 山田ハルコ

- 宿命のジオード（スリー・ジー・コミュニケーションズ、監督：六車俊治、2010年2月20日）- 三輪聖子 （※主演）

### 網路綜藝
- コイカツ　恋愛ノウハウトークライブvol.2（マシェリバラエティ　マシェバラ、2010年11月5日）

### 舞台劇
- 怪盗チェリーのレストラン（1995年3月18日 - 26日　於 銀座博品館劇場） - チェリー 

- ピアニスト～クララ・シューマン物語～（1997年10月 - 12月　於 青山劇場 等） - アンナ 
- PINO〜ピノキオ〜（2000年　於 東京藝術劇場 等）
- Annie（2001年4月28日- 9月2日　於 青山劇場 等）- グレース

- 眠れぬ夜の電波ハイジャック〜LAZY MIDNIGHT〜（2006年3月7日 - 12日　於 シアターグリーン・エリア171） - 綾美冴子 
- ちぎれた雲はどこへ行く（2007年7月29日 - 9月1日　於 新宿コマ劇場 等）

- THE WINDS OF GOD〜零のかなたへ〜（2008年8月31日 - 9月9日　川越市市民会館・紀伊國屋サザンシアター公演特演嘉賓）- 宮下千穂 

- 偶像學園（2018年6月13日(水)-17日(日)　於 恵比寿・エコー劇場）- 春巻梅 （※聲音出演）

## 写真集
- Merci（ぶんか社、撮影：武藤義、1997年1月）ISBN 4821121263
- Trentaine（テイアイエス、撮影：山内順仁、1999年8月）ISBN 4886182062
- Voice（KKベストセラーズ（日语：ベストセラーズ）、撮影：野村誠一（日语：野村誠一）、2005年3月30日）ISBN 4584170967
- one track memories（ジーオーティー、撮影：福島裕二、2009年9月25日）ISBN 9784860845605

## 書籍
- 負けじ魂（光文社、2010年11月6日　※鈴木早智子 自傳）ISBN 9784334976323

## DVD
- Voice（ジェネオン・エンタテインメント、2005年9月22日）
- NATURAL 〜Respect my life〜（GPミュージアムソフト、2009年1月23日）
- September Shock（MUTEKI、2009年9月1日）
- one track memories（製作方：Aircontrol、發行公司：antenna、2009年10月25日）

## 來源
1. ↑  Wink時期用於提供填詞的筆名。
2. ↑  詳見“經歷”一小節
3. ↑  Winkファンクラブ会報『Winkers Party』第32号（1995年2月）p.8。
4. ↑  《負けじ魂》, p.28。
5. ↑  《負けじ魂》, p.186。
6. ↑  「Wink」（『80年代アイドルcollection』 2017)p.51
7. ↑  1989年3月23日直播放送的《ザ・ベストテン》中主持人黑柳徹子有“名古屋是鈴木母親的故鄉”一語，但當日鈴木因失聯而以“感冒”的名義缺席（詳見下文“人物”一節），此發言未得到確認。另，鈴木本人是否出生於母親的故鄉一點亦未得到確認。
8. ↑  《負けじ魂》, p.29「出生時所住的目黑區的家」一文。
9. ↑  《負けじ魂》, p.30。
10. ↑  《負けじ魂》, p.86。
11. ↑  《負けじ魂》, p.29。
12. ↑  《負けじ魂》, pp.30-36。
13. ↑  《負けじ魂》, pp.46-47。
14. ↑  《負けじ魂》, pp.47-50。
15. ↑  《負けじ魂》, p.43
16. 1 2  「デビュー20周年 Wink 鈴木早智子 史上初のベストアルバム完成！」（『FLASH』2008年11月4日号、袋とじ）p.36。
17. ↑  「鈴木早智子インタビュー」 1987, pp.30-31。
18. ↑  《負けじ魂》, p.50。
19. ↑  「コンテスト出場者発表　CMアイドルはキミだ！　最終ノミネート者20名決定」（『セブンティーン』1986年8月19日号）。
20. ↑  「Pin-Up Face　2500人の中からCMアイドル決定　橘理佐さんは、女子プロファンの14歳！　第１回ロッテ「CMアイドルはキミだ！」コンテスト優勝者決定」（『月刊デ☆ビュー』1986年11月号）p.3。
21. ↑  「今月のこれが決定!!」（『月刊デ☆ビュー』1986年11月号）p.81。
22. ↑  《負けじ魂》, pp.51-55。※注：書中原文的“12人”為誤記。
23. ↑  「WHO'S ミスUP　スペシャル・イベント　ミスUP FESTIVAL in SEIJO UNIV.　1986.11.2.SUN」（『UP TO BOY』1987年1月号）p.50。
24. ↑  《負けじ魂》, pp.60-61。
25. ↑  「アイドルユニットWinkの”無表情”、生みの親が真相を明かす」（『週刊女性PRIME』2015年8月23日）2018年1月19日時点のアーカイブ。
26. ↑  鈴木 2010, p.61。
27. ↑  「気弱なさびしんぼは寄っといで、秋色影絵のさわやか翔子。ミス・アップ№9はキミだけにトコトン優しいソフティ17歳。　相田翔子」（『UP TO BOY』1987年11月号pp.2-13）。
28. ↑  『オリコン年鑑1990別冊　オリコン・チャート・データ'89』（オリジナルコンフィデンス、1990年4月20日）p.26。
29. ↑  「日本レコード大賞31」（『公益社団法人 日本作曲家協会』）2017年11月13日時点のアーカイブ。
30. ↑  「紅白歌合戦ヒストリー　第40回（1989年／平成1年）」（『NHKオンライン』）2009年12月31日時点のアーカイブ。
31. ↑  《TV番組解説》（『ザテレビジョン 首都圏関東版』1993年第41号）p.86
32. ↑  Winkファンクラブ会報『Winkers Party』第32号（1995年2月）p.2。
33. ↑  《負けじ魂》, p.173的原文中所述“1995年在紐約”一文為文稿誤記。
34. 1 2  Winkファンクラブ会報『Winkers Party』第32号（1995年2月）p.4。
35. 1 2  Winkファンクラブ会報『Winkers Party』第33号（1995年5月）pp.2-4。
36. ↑  「年商70億円が2億円になり「Wink」活動停止 ― 二人が語る8年間」（『FOCUS』1996年3月6日号pp.54-55）
37. ↑  鈴木 2010, p.157。
38. ↑  《負けじ魂》, p.15 有關2010年暫停活動一事，鈴木以“一直以來作為歌手活動的我”來概括自己。
39. ↑  1994年，管理Wink的事務所Upright Music更名為P-Artists。
40. ↑  事務所公開的辦公地址為：千代田区三番町7-13（三番町パークマンション）201
41. ↑  《負けじ魂》, p.158。
42. ↑  P-Artists具體在何時與Polystar解除唱片合約一事至今無可考。2010年《負けじ魂》 p.158中述，Wink活動停止後，“我留在原來的事務所，而翔子去了新的公司。幾乎在同一時間，事務所與Polystar的唱片合約結束了。”。

而根據Wink活動停止後所發行的Wink FanClub 定刊《Winkers Party》第38号（1996年）中的取材內容“到明年唱片公司也會迎來變更”所推論，Polystar與P-Artist的唱片合約終止應該不發生在Wink活動停止當下。
43. ↑  《負けじ魂》, p.164。
44. ↑  『読売新聞縮刷版』的電視放送時間表中關於該企劃的播放時間及各集小標詳見以下摘略：

05/24　「再起の芸能人驚きの名前」
05/31　「再起の芸能人遂に登場・新人賞アイドル＆ラブジェネ女優＆紅白・レコ大受賞ＷのＳ」
06/07　「再起へ怒トウの新展開始動・ウィンク鈴木早智子らが挑む恐怖の生き残り試練とは？」
06/14　「再起ＮＹ生活始動‥‥しかしサッチン超問題発言・女４人の共同生活」
06/22　「サッチンＮＹで号泣‥‥〝私はもう踊れない〟」
06/28　「怒りが遂に爆発・波乱のＮＹ先輩芸能人説教サク烈」
07/05　「入院・ＮＹに衝撃＆小室哲哉のさらなる試練」
07/12　「仰天・小室の衝撃計画にＮＹ大混乱‥‥外国人合流？」
07/19　「新展開　台湾人合格でＮＹに何かが起こる」
07/26　「台湾人にキレる・号泣激怒‥‥ＮＹ一触即発」
08/02　「激震・サッチン超緊急事態＆ＮＹ路上で口ゲンカ」
08/09　「大激白サッチン帰国リタイア全真相・マジ衝突‥‥物が飛ぶ」
08/16　「運命の合格発表・歓びの涙‥‥しかし小室哲哉まさかの衝撃発言」
08/23　「決着？小室哲哉と最終面談・しかし重大事実発覚＆緊急発言‥‥」
08/30　「緊急報告・小室哲哉に何が？衝撃全真相」
09/06　「苦渋の大結論＆小室哲哉緊急会見」
09/20　「驚ガクの新展開へ・サッチン始動」
09/27　「大試練サッチンに超難関」
10/18　「大胆発言‥‥小室哲哉」
10/25　「復活サッチン大熱唱」
45. ↑  1998年6月7日播出內容
46. ↑  1998年6月14日播出內容。
47. ↑  1998年6月22日播出內容。
48. ↑  1998年8月2日、9日播出內容。
49. ↑  1998年10月20日播出內容。
50. ↑  《負けじ魂》, p.175
51. ↑  《負けじ魂》, pp.171-183（第15章「許せなかった出来事」）。
52. ↑  「INNOCENT SKY　鈴木早智子」（『ORICON NEWS』）2019年10月31日時点のアーカイブ。
53. ↑  「第1回インターネット歌手ナビ音楽祭」（『Kashu-navi』）2001年12月16日時点のアーカイブ。
54. ↑  『読売新聞』1998年12月29日(火)朝刊第24面テレビ番組表（『読売新聞縮刷版』1998年12月号p.1380）
55. ↑  『読売新聞』1999年12月30日(木)朝刊第24面テレビ番組表（『読売新聞縮刷版』1999年12月号p.1544）
56. ↑  『BANDAI MUSIC HOTLINE』2001年3月2日時点のアーカイブ。
57. ↑  《負けじ魂》, pp.181-183。
58. ↑  .   [2002年6月8日]. 原始内容存档于2002年6月8日.
59. ↑  「鈴木早智子が復活アピール」（『DailySports online』2004年2月29日）2004年2月29日時点のアーカイブ。
60. ↑  「SACHIKO'S CHATTY ROOM - INFORMATION」（『orega.net』）2004年2月29日時点のアーカイブ。
61. ↑  「SACHIKO'S CHATTY ROOM - SACHIKO'S Diary」2005年2月27日（『orega net.』）2005年10月29日時点のアーカイブ。
62. ↑  「サッチン効果で「只野」過去最高２０．４％」（『サンスポ.com』2005年2月15日）2005年2月15日時点のアーカイブ。
63. ↑  .   [2005年3月19日]. 原始内容存档于2005年3月19日.
64. ↑  《負けじ魂》, p.188。
65. ↑  《負けじ魂》, pp.190-191。
66. ↑  《負けじ魂》, p.197。
67. ↑  《負けじ魂》, p.190。
68. ↑  「鈴木早智子【すずきさちこ】」（『Hatena Keyword』）2008年5月6日時点のアーカイブ ※此處資料來源的信息源不明，無法確認是否真實。※
69. 1 2  「『第50回日本レコード大賞』大賞はEXILE「Ti Amo」 最優秀新人賞はジェロ」（『ORICON NEWS』2008年12月30日23:00）2015年2月14日時点のアーカイブ。
70. 1 2  「『第50回日本レコード大賞』にゲストとして駆けつけたWink」（『ORICON NEWS』2008年12月30日23:00）2015年2月14日時点のアーカイブ。
71. ↑  以2009年3月31日播出的新聞『総力報道!THE NEWS』（TBS系）、「Wink 鈴木早智子さん　睡眠薬服用し搬送」為例，媒體大多指鈴木於3月29日送醫急救。
72. ↑  「薬物？自殺未遂？Ｗｉｎｋ鈴木早智子の入院騒動の顛末」（『ZAKZAK』2009年4月1日）2009年4月1日時点のアーカイブ。
73. ↑  《負けじ魂》, pp.200-203。
74. ↑  「入浴シーンやノーブラの…Ｗｉｎｋ“さっちん”の秘密」（『ZAKZAK』2009年2月2日）2009年2月5日時点のアーカイブ。
75. ↑  《負けじ魂》, pp.204-211
76. ↑  「衣装がなくて「ソフトAV」元Wink「鈴木早智子」」（『週刊新潮』2009年8月6日号pp.44-45）。
77. ↑  「鈴木早智子(40) 元Wink衝撃の9月「AVヘアデビュー」映像」（『週刊ポスト』2009年8月7日号p.141）。
78. ↑  「業界もビックリ…Ｗｉｎｋさっちん、今度はアノ広告塔に」（『ZAKZAK』2009年12月7日）2010年1月16日時点のアーカイブ。
79. ↑  「お詫び」（『鈴木早智子Official Blog　Heart To Herat』2010年6月20日）2019年10月29日時点のアーカイブ。
80. ↑  「鈴木早智子、初自叙伝でWinkを語る 相田翔子は「勝ち組」、自身は「負け組」」（『ORICON NEWS』2010年10月26日06:00）2017年9月6日時点のアーカイブ。
81. ↑  「サイン会、キャンペーン情報」（『光文社　公式サイト』）2012年5月18日時点のアーカイブ。
82. ↑  「鈴木早智子が活動再開 不倫関係否定し今後は「歌を軸に」」（『ORICON NEWS』2010年11月7日15:00）2017年9月6日時点のアーカイブ。
83. ↑  serial TV dramaアルバム『パワースポット』（ソニー・ミュージックエンタテインメント、2011年8月17日）初回生産限定盤收錄。
84. ↑  「serial TV drama、ワンマンファイナルにWINK鈴木早智子登場」（『BARKS』2011年2月13日16:39）2017年11月7日時点のアーカイブ。
85. ↑  關於2011年下半年至2012年前半的活動空白期的動向，鈴木在2013年2月5日播出的『スター☆ドラフト会議』中有過描述：“那一整年，嗯...雖然活著卻像是行屍走肉那樣的感覺吧。”、“精神上的壓力很大，待在家裡也像是在住院。”、“覺得應該不會有了，回歸演藝界的事。比起能不能回歸演藝界這件事，更多的時候是感覺自己的精神狀態‘可能不能承擔演藝界的工作了吧’這樣的。”、“有一段時間完全說不出話，後來努力去了卡拉OK以練唱作為復健，慢慢地恢復了聲音。”。

節目中雖沒有言明活動空白期的事由，但如此小節正文中所記，與“主動暫停活動”無關。https://web.archive.org/web/20130321025207/http://www.ntv.co.jp:80/star/star/bn201302.html 「2013年2月放送分」（『スター☆ドラフト会議　公式サイト』）2013年3月21日時点のアーカイブ
86. ↑  「着信あり」（『まこまこブログ』2008年5月15日）2015年4月28日時点のアーカイブ。
87. ↑  「日テレでーす」（『まこまこブログ』2013年1月23日）2019年10月29日時点のアーカイブ。
88. ↑  鈴木所屬EXE的最後時間點，可追至2013年的1月2日。參見：「鈴木 早智子　プロフィール」（『エグゼ株式会社』）2013年1月2日時点のアーカイブ
89. ↑  「鈴木早智子、9年ぶりドラマで教師役「意外とすんなり」」（『ORICON NEWS』2017年7月6日15:43）2017年7月6日時点のアーカイブ ※標題中所記“時隔9年”為誤記。
90. ↑  「タレント」（『TOffice』）2019年10月16日取得Googleキャッシュ 2019年10月27日時点のアーカイブ。
91. ↑  「MANAGEMENT」（『縁劇人』）2020年2月3日取得Googleキャッシュ 2020年2月23日時点のアーカイブ。
92. ↑  「MANAGEMENT」（『縁劇人』）2020年2月23日時点のアーカイブ。
93. ↑  「最高に“ESPECIALLY”な夜!!　Wink　感動のファースト・ライブ誌上アンコール」（『DUNK』1989年11月号）pp.115-117。
94. ↑  「鈴木早智子 / モード」（『CDJournal』）2017年9月23日時点のアーカイブ。
95. ↑  「涼やか風は青のコラージュ　鈴木早智子」（『UP TO BOY』1987年3月号）p.23。
96. ↑  『小島慶子 キラ☆キラ』（TBSラジオ、2010年12月9日放送）。
97. ↑  「ミスアップ№7とミスアップ№9がドッキング!! 鈴木早智子＆相田翔子」（『UP TO BOY』1988年5月号）p.42。
98. ↑  及川眠子による2016年6月5日7:43のツイート 2019年6月24日時点のアーカイブ。
99. ↑  ※“さっちゃん”一稱只表發音，以文字表示不僅限於平假名表示。
100. ↑  「ありがとう♪」（鈴木早智子ブログ『one track memories』2008年12月12日13:21:25）2009年1月14日時点のアーカイブ。
101. ↑  「WINK解剖学　もっと2人に大接近」（『UP TO BOY』1989年3月号）p.90。
102. ↑  《負けじ魂》, p.207。
103. ↑  「鈴木早智子 profile」（『センス・プロ』）2017年1月13日時点のアーカイブ。
104. ↑  「鈴木早智子」（『TOffice - タレント』）2019年10月19日時点のアーカイブ。
105. ↑  「はじめての2Way Smile」（『明星』1991年1月号）p.55。正文：“夏季巡演結束了，久違了的悠閒生活！胖了8千克到了43kg！”
106. ↑  「WINKの３月で一番ハードだった一日」（『BOMB!』1989年5月号）p.119。
107. ↑  Winkファンクラブ会報『Winkers Party』第12号（1990年12月）p.7。
108. ↑  《負けじ魂》，p.35。
109. ↑  吉田豪《元アイドル２》，p.182。
110. ↑  《負けじ魂》, p.31。
111. ↑  《負けじ魂》, p.32。
112. 1 2  吉田豪《元アイドル２》, p.179。
113. ↑  『Twinkle Angels』 1990, pp.106-107。
114. ↑  Winkファンクラブ会報『Winkers Party』第31号（1994年12月）p.7。
115. ↑  《負けじ魂》, p.178。
116. ↑  『celeb life』（2003年9月19日）2003年10月12日時点のアーカイブ。
117. ↑  《負けじ魂》, p.85。
118. ↑  『Twinkle Angels』 1990, p.104。
119. ↑  『Twinkle Angels』 1990, p.106。
120. ↑  「sugar baby wink」（『T.Y.O.』1988年10月号）p.122。
121. ↑  《転校少女》』（TBS系、1984年10月9日 - 12月25日放送）《負けじ魂》, p.48。
122. ↑  吉田豪《元アイドル２》, p.180。
123. ↑  「今始まった　二人の愛伝説　WINK」（『ORICON WEEKLY』1989年2月13日号）p.4。
124. 1 2  「WINK解剖学　もっと2人に大接近」（『UP TO BOY』1989年3月号）p.90。
125. ↑  《Twinkle Angels》 1990, p.113。
126. 1 2  「Winkに限りなく近づく法」（『明星』1991年3月号）p.84。
127. ↑  《負けじ魂》，p.49。
128. ↑  《ザ・ベストテン》，1989年6月1日
129. ↑  「BUBKA流スーパースター列伝　吉田豪インタビュー　Wink 鈴木早智子」 2011, p.84。
130. ↑  「BUBKA流スーパースター列伝　吉田豪インタビュー　Wink 鈴木早智子」 2011, p.84。
131. ↑  《負けじ魂》 pp.46-47。
132. ↑  《負けじ魂》，pp.154-155。
133. ↑  《負けじ魂》， p.177。
134. ↑  《負けじ魂》，p.178。
135. ↑  《負けじ魂》，p.207。
136. ↑  「あいどるアラッ!カルト　Vol.10 WINKの巻♪」（『ORICON WEEKLY』1988年11月21日号p.26）。
137. ↑  Winkファンクラブ会報『Winkers Party』第31号（1994年12月）p.7。
138. 1 2  「話題のセクシーデュオ　翔子と早智子に大接近!!」（『週刊明星』1989年2月16日号）p.12。
139. ↑  「WINK TIMES」（『DUNK』1989年5月号）p.11。
140. ↑  「[SPECIAL INTERVIEW]　相田翔子」（『80年代アイドルcollection』 2017）p.12。
141. ↑  .   [2018年11月20日]. 原始内容存档于2018年11月20日.
142. ↑  注：指日程安排、舞台細節、舞蹈動作等
143. ↑  「実録シンデレラストーリー　Winkが止まらない」（『BOMB!』1989年9月号）p.34。
144. ↑  .   [2010年12月10日]. 原始内容存档于2010年12月10日.
145. ↑  .   [2015年7月4日]. 原始内容存档于2015年7月7日.
146. 1 2  .   [2016年12月5日]. 原始内容存档于2016年12月5日.
147. ↑  《負けじ魂》, p.33。
148. ↑  「木蓮　好きですか…　Wink」（『明星』1990年7月号）p.25。
149. ↑  《負けじ魂》， p.132。
150. ↑  「スペシャル巻頭大特集　WINK　ふたりのスベテをひとり占め!」（『DUNK』1989年8月号）p.17。
151. ↑  《負けじ魂》, p.133。
152. ↑  「いくよ。さっちん まかせてキャプテン！　日曜日はジャストミート SPORTS Wink ソフトボール」（『明星』1992年3月号）p.120。
153. ↑  「デビュー20周年 Wink 鈴木早智子 史上初のベストアルバム完成！」（『FLASH』2008年11月4日号、袋とじ）p.36。
154. ↑  「SHOOTING SEVEN STARS」（『BOMB!』1989年4月号）p.70。
155. ↑  DVD『プロインタビュアー吉田豪の元○○な人々vol.2』（ポニーキャニオン、2010年10月20日）。
156. ↑  《負けじ魂》, p.93。
157. ↑  然如上文“愛物、愛好”一小節中所述，腸胃狀況惡化實為工作而頻繁外食所致。
158. ↑  「Wink「相田翔子」が夢中の元暴走族役者　「頼れる男」を選んだ「病弱アイドル」」（『FOCUS』1995年3月1日号pp.8-9）。
159. ↑  詳細請參考下文“Wink1989年3月日程表”。
160. ↑  該節目於1989年3月25日播出。詳細請參考1989年3月25日『中日新聞』朝刊第32面電視節目放送日程表。（『中日新聞縮刷版』1989年3月号p.1104）。
161. ↑  《負けじ魂》，p.92, 原文“殺人的なスケジュール”
162. ↑  『負けじ魂』, pp.92-96。
163. ↑  .   [2016年12月5日]. 原始内容存档于2016年12月5日.
164. ↑  《負けじ魂》，p.94.
165. ↑  『Twinkle Angels』 1990, p.154。
166. ↑  『Twinkle Angels』 1990, p.153。
167. ↑  『読売新聞』1989年3月2日(木)朝刊第32面テレビ番組表
168. ↑  読売新聞』1989年3月6日(月)朝刊第32面テレビ番組表（『読売新聞縮刷版』1989年3月号p.284）。
169. ↑  『読売新聞』1989年3月9日(木)朝刊第32面テレビ番組表（『読売新聞縮刷版』1989年3月号p.456）。
170. ↑  『読売新聞』1989年3月10日(金)朝刊第32面テレビ番組表（『読売新聞縮刷版』1989年3月号p.510）。
171. ↑  『読売新聞』1989年3月13日(月)朝刊第32面テレビ番組表（『読売新聞縮刷版』1989年3月号p.653）。
172. ↑  『読売新聞』1989年3月16日(木)朝刊第32面テレビ番組表（『読売新聞縮刷版』1989年3月号p.830）
173. ↑  『読売新聞』1989年3月20日(月)朝刊第32面テレビ番組表（『読売新聞縮刷版』1989年3月号p.1038）。
174. ↑  『読売新聞』1989年3月24日(金)朝刊第32面テレビ番組表（『読売新聞縮刷版』1989年3月号p.1206）。
175. ↑  DVD Box『Wink Visual Collection～1988-1996 ヴィジュアル全集～』中收錄了該廠演出。
176. ↑  Wink写真集『Double Tone』（ワニブックス、1989年8月10日）
177. ↑  《負けじ魂》，p.130。
178. ↑  《負けじ魂》，p.131。
179. ↑  《負けじ魂》，p.132。
180. ↑  「BUBKA流スーパースター列伝　吉田豪インタビュー　Wink 鈴木早智子」『BUBKA』2011年1月号、コアマガジン、 83-85頁。
181. ↑  . Billboard Japan.   [2023-01-18]. （原始内容存档于2023-01-19） （日语）.
182. ↑  「ファン交流会♪」（鈴木早智子オフィシャルブログ『one track memories』2008年12月7日14:09:46）2009年1月15日時点のアーカイブ。
183. ↑  DVD『心霊呪殺　死返し編』（AMGエンタテインメント、2018年3月2日）。
184. ↑  「埼玉県、千葉県で2006年4月より「～明日も絶対！～パチるん？」放送開始！」（『〜明日も絶対〜パチるん?　公式サイト』）2007年12月16日時点のアーカイブ。
185. ↑  「NEWすたーれぽーと」（『ザテレビジョン』1992年第7号）p.44（各地方版共通）
186. ↑  「NEWすたーれぽーと」（『ザテレビジョン』1992年第32号）p.42（各地方版共通）
187. ↑  《ザテレビジョン 首都圏関東版》1995年第40号・第41号
188. ↑  「NEWすたーれぽーと」（『ザテレビジョン』1992年第18号）p.43（各地方版共通）
189. ↑  「NEWすたーれぽーと」（『ザテレビジョン』1992年第23号）p.41（各地方版共通）
190. ↑  「NEWすたーれぽーと」（『ザテレビジョン』1992年第24号）p.48（各地方版共通）
191. ↑  「NEWすたーれぽーと」（『ザテレビジョン』1992年第25号）p.43
192. ↑  「NEWすたーれぽーと」（『ザテレビジョン』1992年第26号）p.60（各地方版共通）
193. ↑  「NEWすたーれぽーと」（『ザテレビジョン』1992年第33号）p.45（各地方版共通）
194. ↑  「NEWすたーれぽーと」（『ザテレビジョン』1992年第47号）p.139
195. ↑  「NEWすたーれぽーと」（『ザテレビジョン』1993年第26号）p.53（各地方版共通）
196. ↑  「古関裕而音楽賞」播出。
197. ↑  『NHKクロニクル』「輝け緑の星地球」番組表検索結果　2019年12月29日時点のアーカイブ。
198. ↑  『NHKクロニクル』「鈴木早智子+ミュージックジャンプ」番組表検索結果 2019年12月29日時点のアーカイブ。
199. ↑  『NHKクロニクル』「新・真夜中の王国」番組表検索結果詳細 2017年11月7日時点のアーカイブ。
200. ↑  「バックナンバー - 5月1日」（『田舎に泊まろう!』）2005年10月1日時点のアーカイブ。
201. ↑  『カルチャーSHOwQ 21世紀テレビ検定　公式サイト』「過去放送の紹介　5月26日放送：通販検定！」2008年9月22日時点でアーカイブ。
202. ↑  『カルチャーSHOwQ 21世紀テレビ検定　公式サイト』「過去放送の紹介　７月７日放送：ヘアースタイル大検定！」2008年9月22日時点のアーカイブ。
203. ↑  『カルチャーSHOwQ 21世紀テレビ検定　公式サイト』「過去放送の紹介　1月26日放送：喫茶店・検定」2009年4月6日時点のアーカイブ。
204. ↑  『カルチャーSHOwQ 21世紀テレビ検定　公式サイト』「過去放送の紹介　8月18日放送：ダンス検定！」2008年9月22日時点のアーカイブ。
205. ↑  「プロインタビュアー 吉田豪の元○○な人々」（『関西テレビ放送』）2011年12月24日時点のアーカイブ。
206. ↑  ※訪談內容收錄於DVD『プロインタビュアー吉田豪の元○○な人々vol.2』（ポニーキャニオン、2010年10月20日發行）
207. ↑  「Wink 鈴木早智子の「男子応援」キャンペーン」（『宝仙堂の凄十』）2009年11月20日時点のアーカイブ。
208. ↑  『コ・イ・カ・ツ〜恋愛トークライブvol.2〜』 （页面存档备份，存于）。
209. ↑  「HISTORY 1995」（『cat-ウェブサイト』）2006年5月5日時点のアーカイブ。
210. ↑  「過去の公演　1995年　3月の公演」（『銀座 博品館劇場』）2012年1月31日時点のアーカイブ。
211. ↑  「劇団スイセイ・ミュージカル　ライブラリ」（『劇団スイセイ・ミュージカル　公式HP』）2008年2月21日時点のアーカイブ。
212. ↑  「スイセイ・ミュージカル」（『LAND-NAVI』）2001年4月22日時点のアーカイブ。
213. ↑  「小池聰行の爆笑感性Ichiban人間登場!! 第92回 鈴木早智子」（『“オリコン”ウィークIchiban』1997年10月27日号）p.78。
214. ↑  2000年8月25日、2001年1月24日及2002年8月13日，該舞台公演在NHK BS2播出。『NHKクロニクル』「鈴木早智子　ピ　ノ」番組検索結果 2019年10月29日時点のアーカイブ。
215. ↑  「2001年の「アニー」公演について」（『明治生命ミュージカル「アニー」』）2001年10月3日時点のアーカイブ。
216. ↑  「ARCHIVE」（『水木英昭プロデュース』）2012年12月16日時点のアーカイブ。
217. ↑  「ちぎれた雲はどこへ行く」（『CoRich 舞台芸術beta』）2019年10月29日時点のアーカイブ。
218. ↑  「THE WINDS OF GOD〜零のかなたへ〜」（『CoRich 舞台芸術beta』）2019年10月29日時点のアーカイブ。
219. ↑  「「THE WINDS OF GOD～零のかなたへ～」に関連する情報」（『価格.com』）2017年9月9日時点のアーカイブ。
220. ↑  『薩摩宝山 Present「THE WINDS OF GOD～零のかなたへ～」20th Anniversary Tour 2008』2009年4月12日時点のアーカイブ。

## 外部鏈接
- 鈴木早智子官方HP （页面存档备份，存于）
- 鈴木早智子官方Blog「Heart To Heart」 （页面存档备份，存于） - 官方Blog（2009年12月 - 2010年6月20日）
- Offical Instagram （页面存档备份，存于）（2020年6月6日 - ）
- 縁劇人公式サイト （页面存档备份，存于）
- Oricon個人頁面 （页面存档备份，存于）
- Movie Walker個人頁面 （页面存档备份，存于）